# بولانوفکا
بولانوفکا (به لاتین: Bulanovka) یک منطقهٔ مسکونی در روسیه است که در باشقیرستان واقع شده‌است.